# 塞沃魯科市

塞沃魯科市（西班牙語：Municipio Seboruco），是委內瑞拉的一個市，位於該國西南部塔奇拉州，首府設於塞沃魯科，面積117平方公里，海拔高度1,080米，2011年人口9,927，人口密度每平方公里77.47人。